# Чеховице-Дзедзице
Чеховице-Дзедзице (пол. Czechowice-Dziedzice, нем. Czechowitz-Dzieditz) — город в Польше, входит в Силезское воеводство, Бельский повят. Занимает площадь 32,98 км². Население — 34 867 человек (на 2004 год).

## История
Статус города получил 14 декабря 1950 года.

## Фотографии

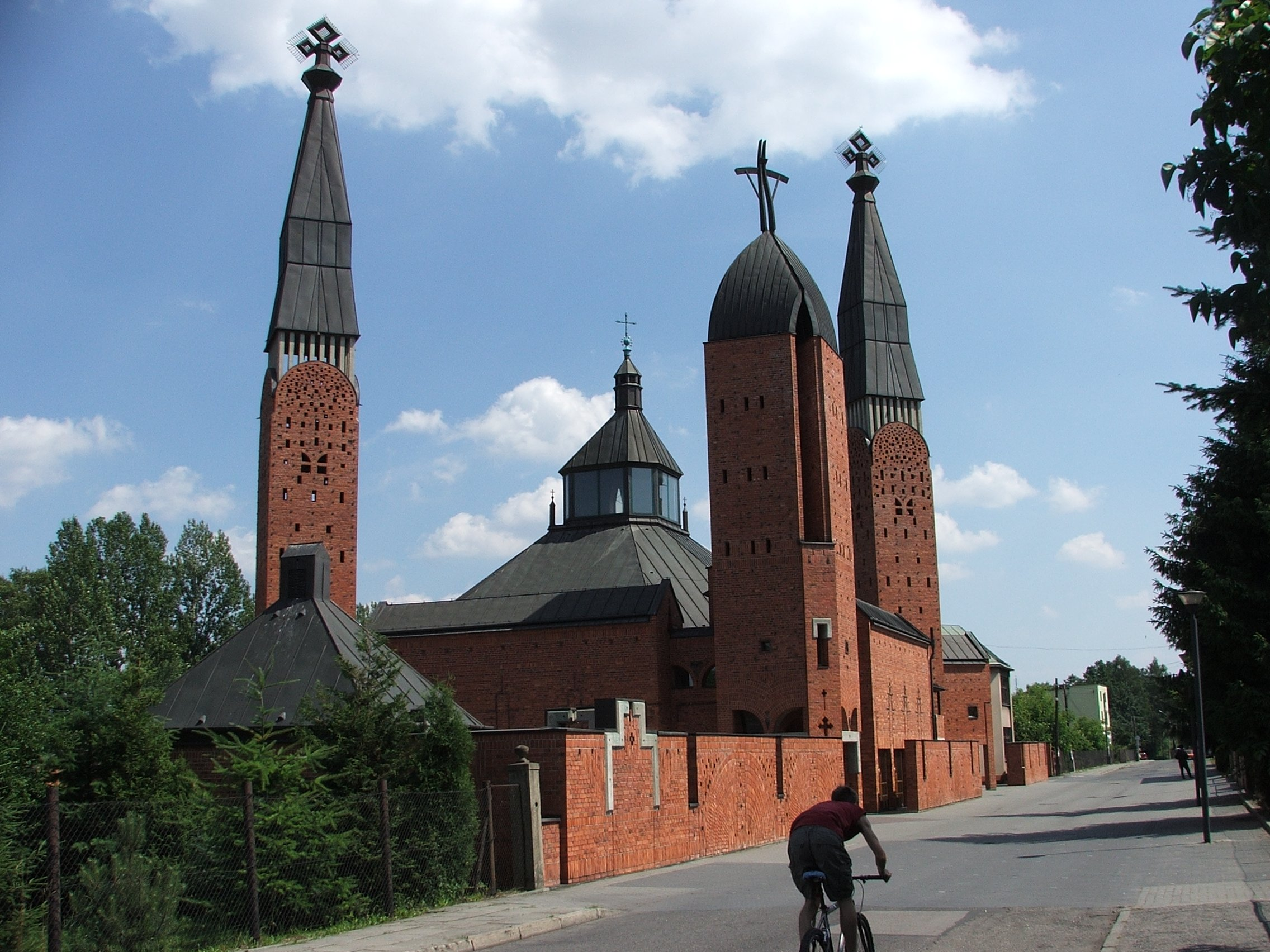
Костёл
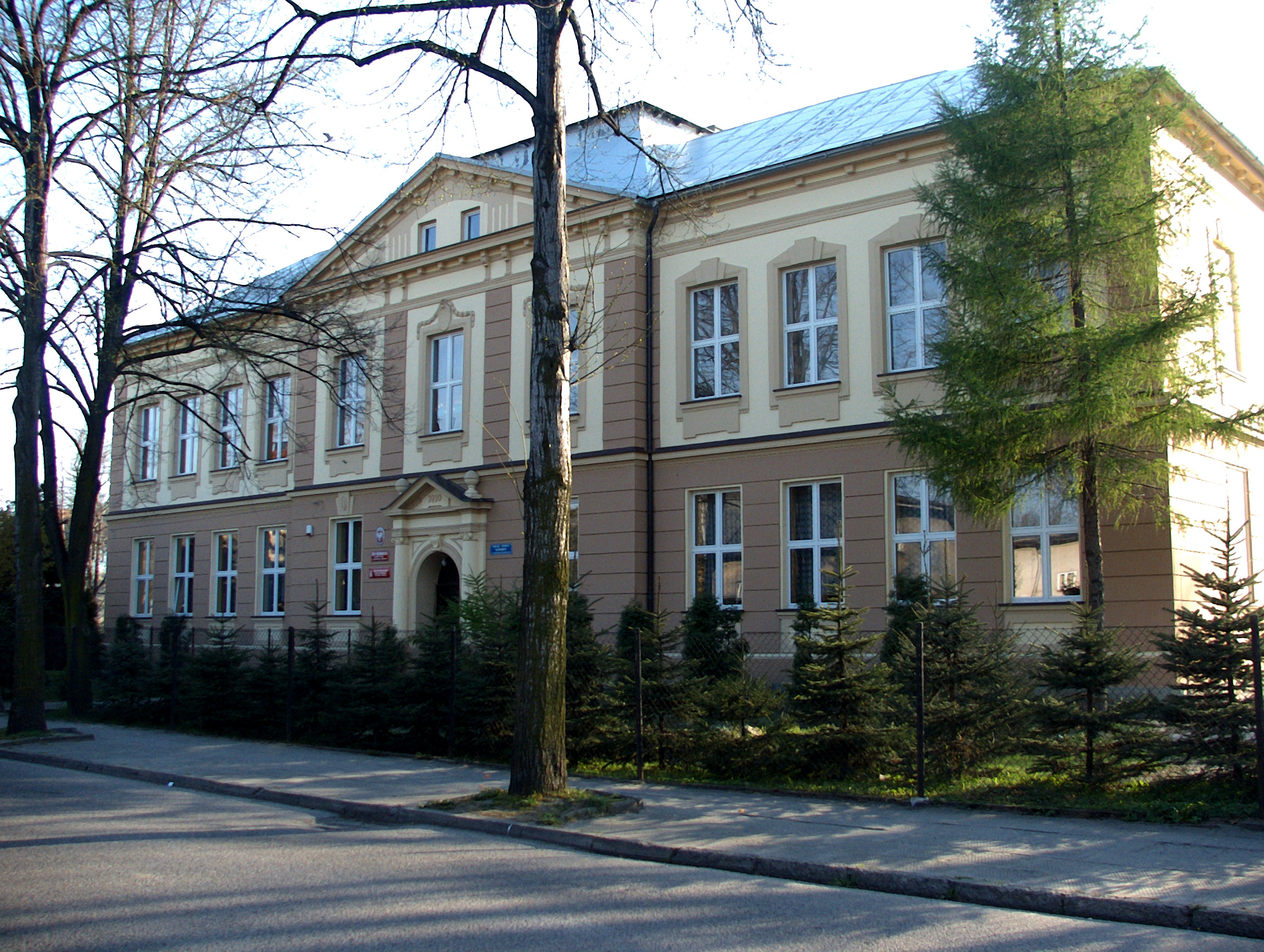
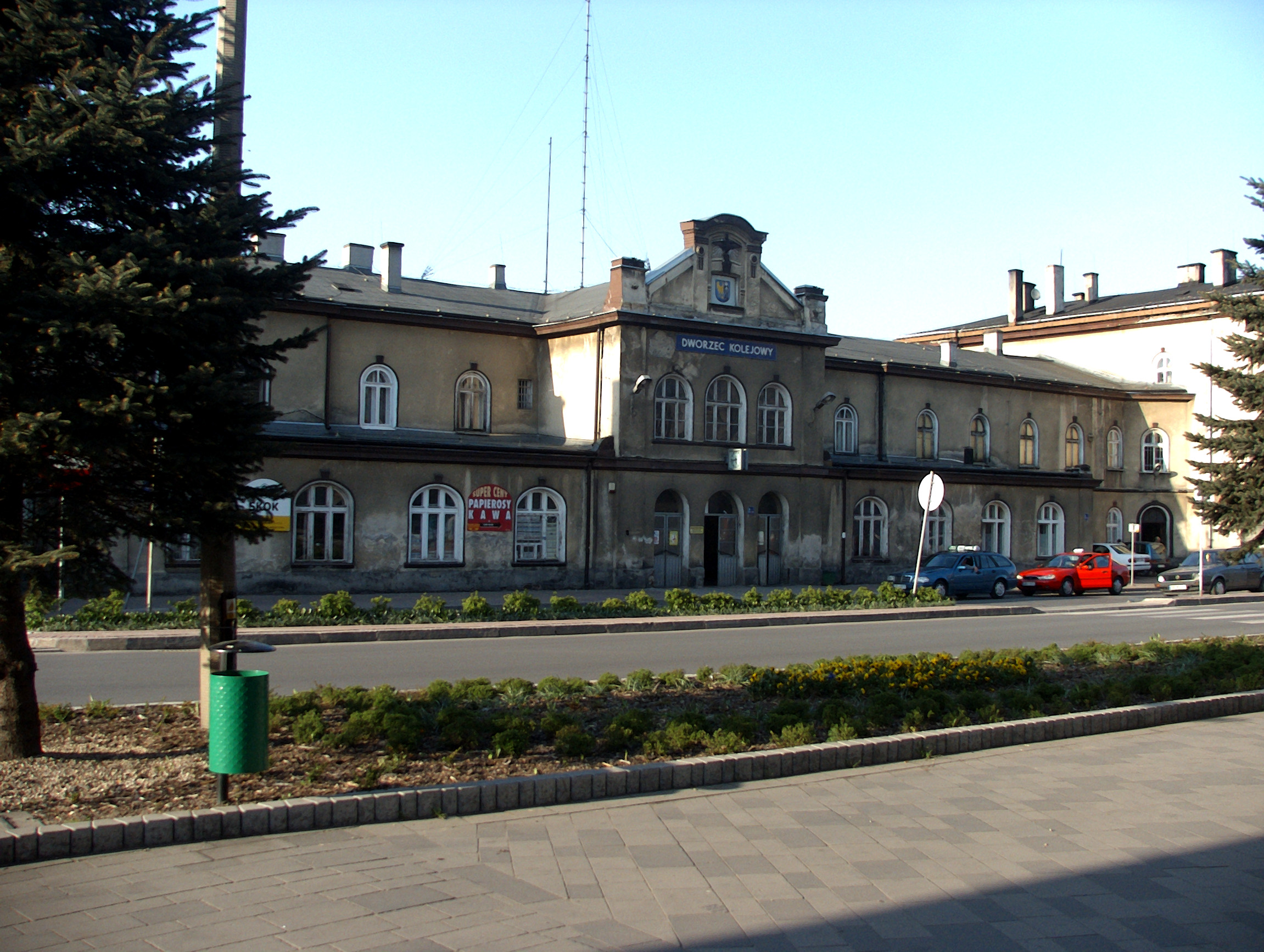
Вокзал
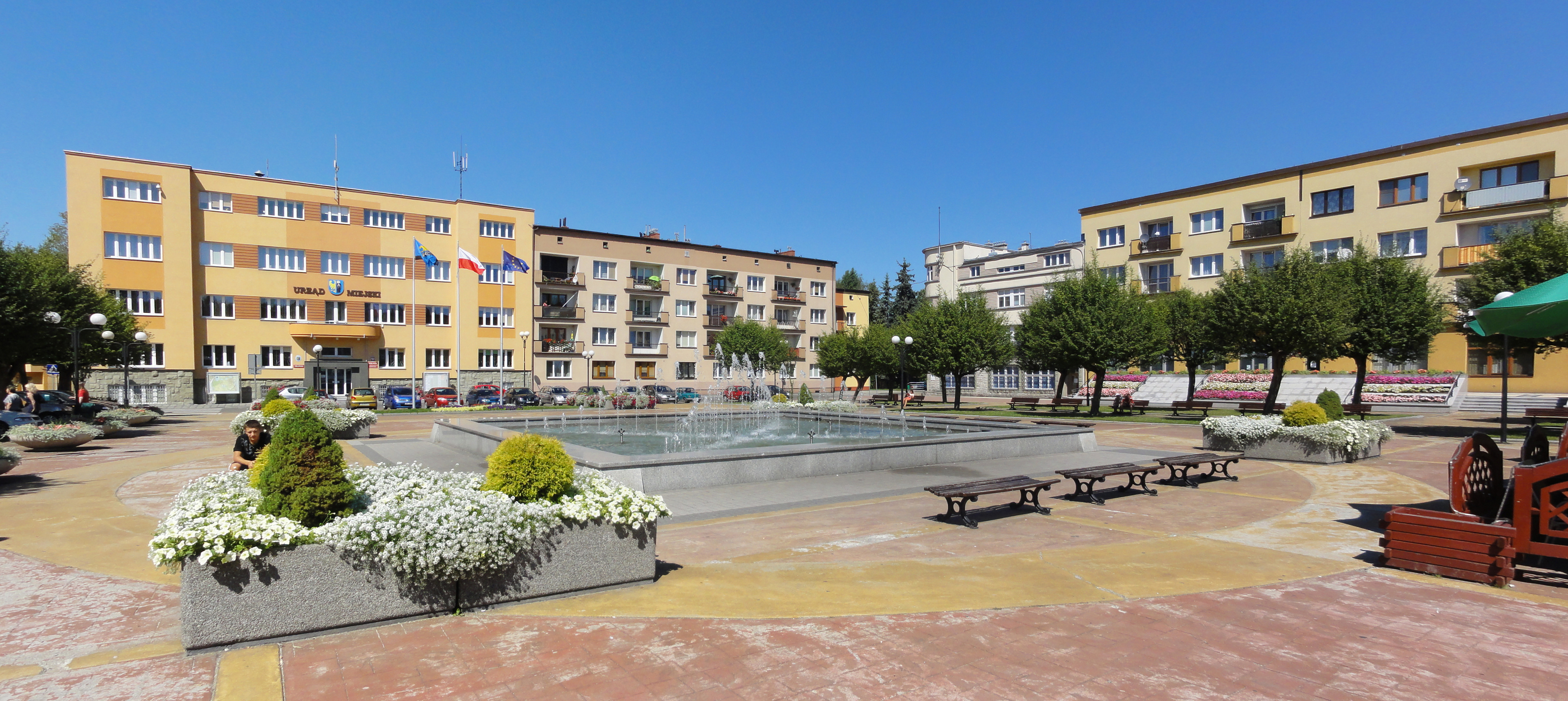
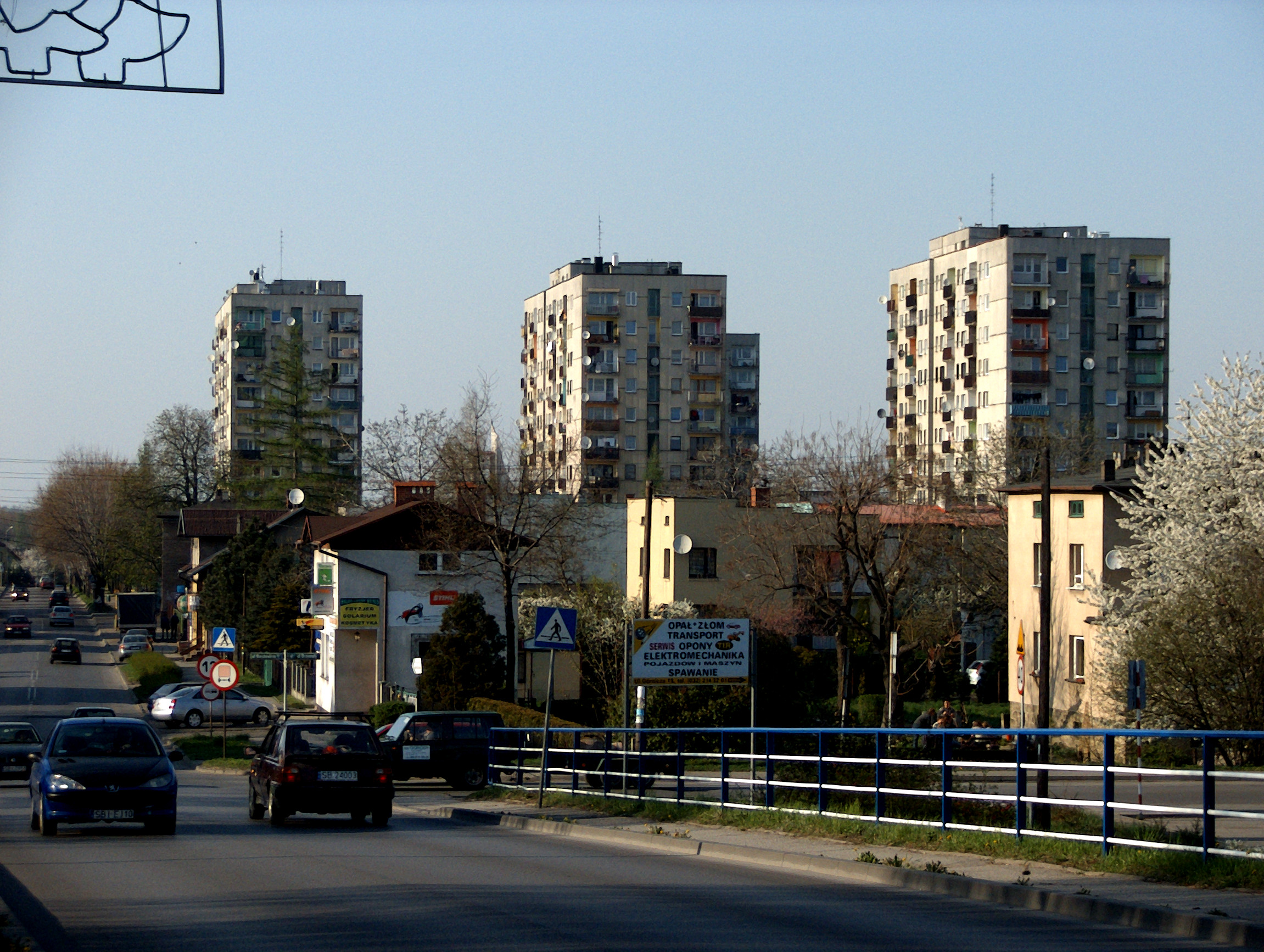
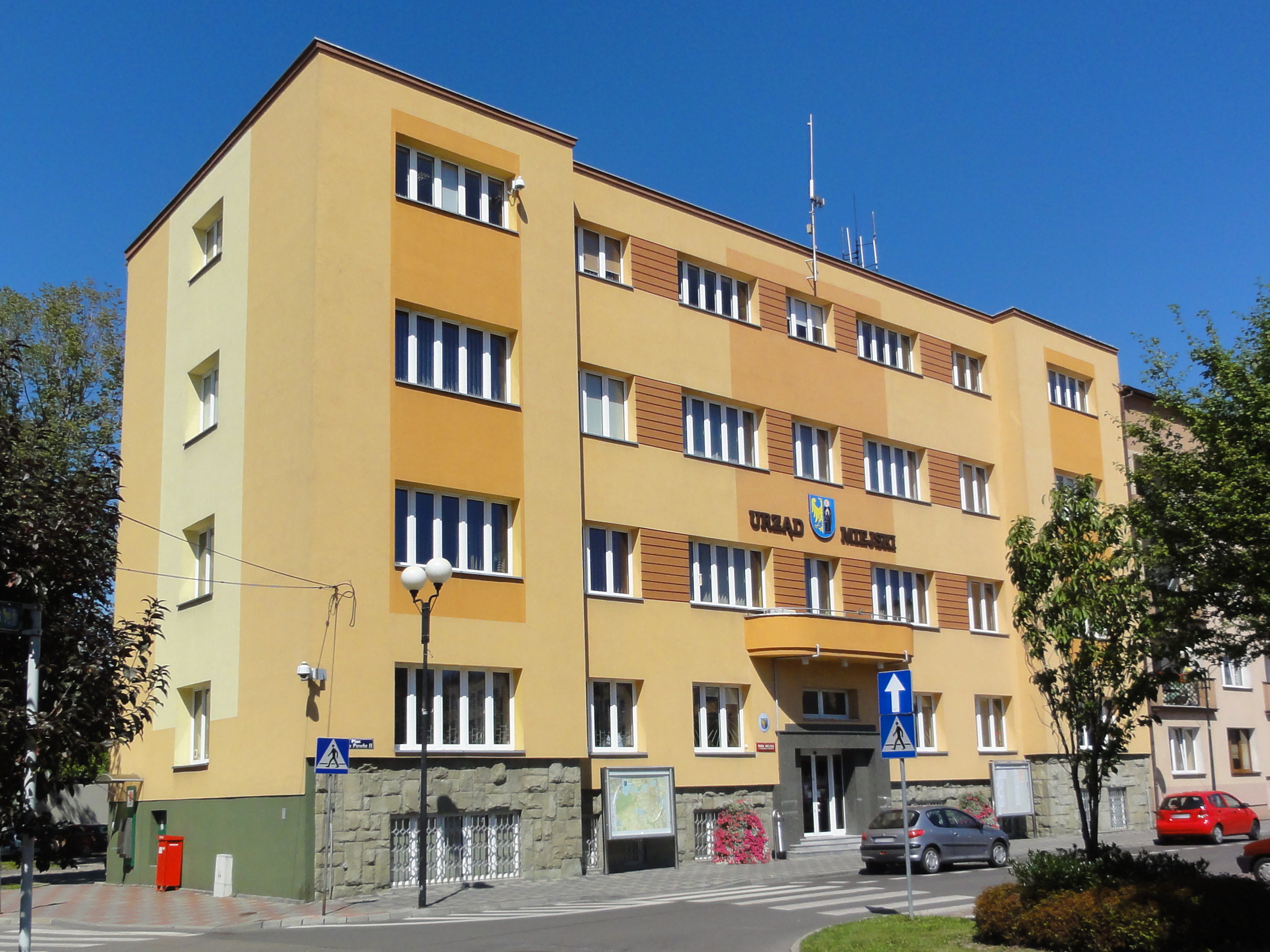
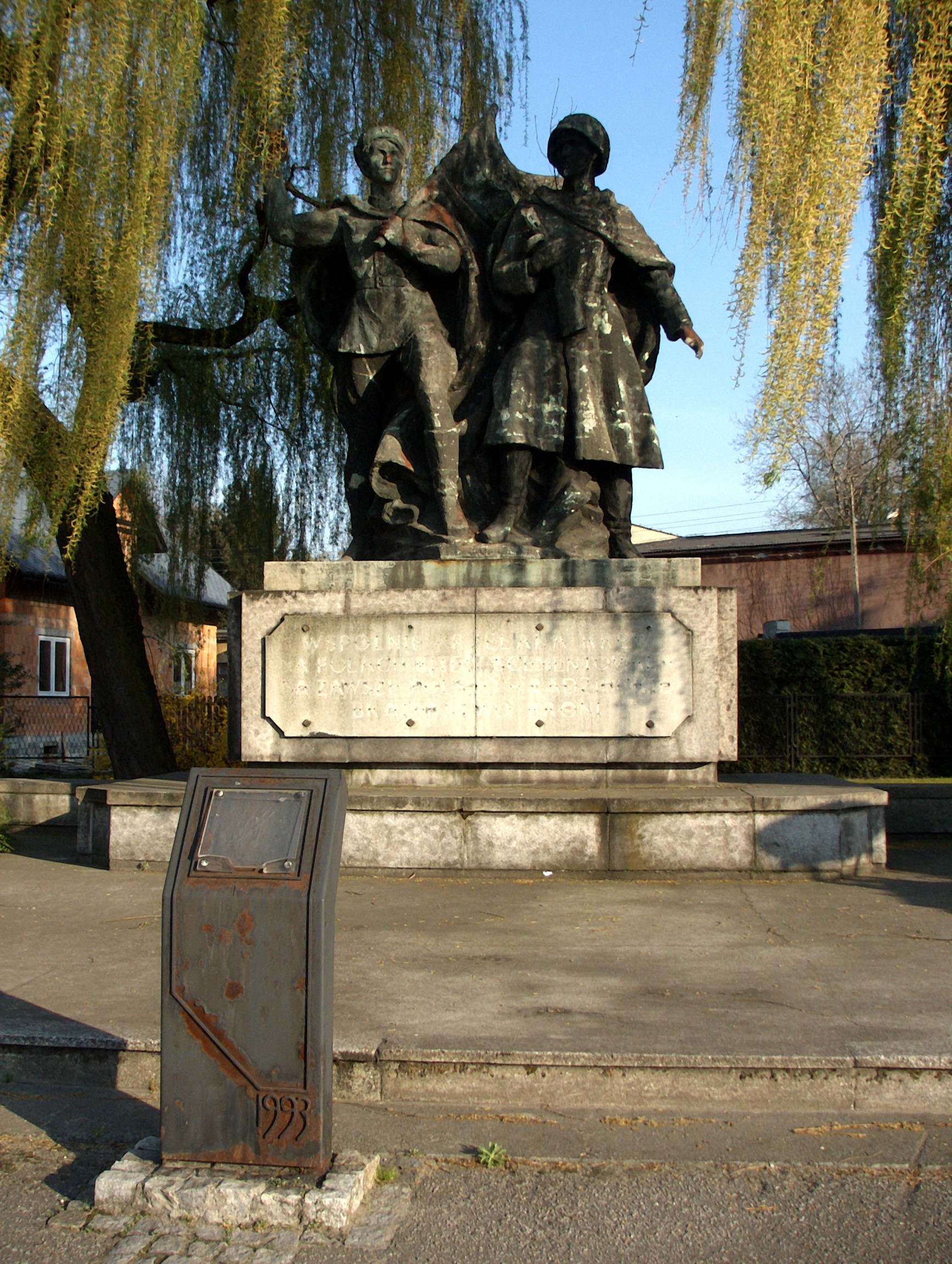
Памятник
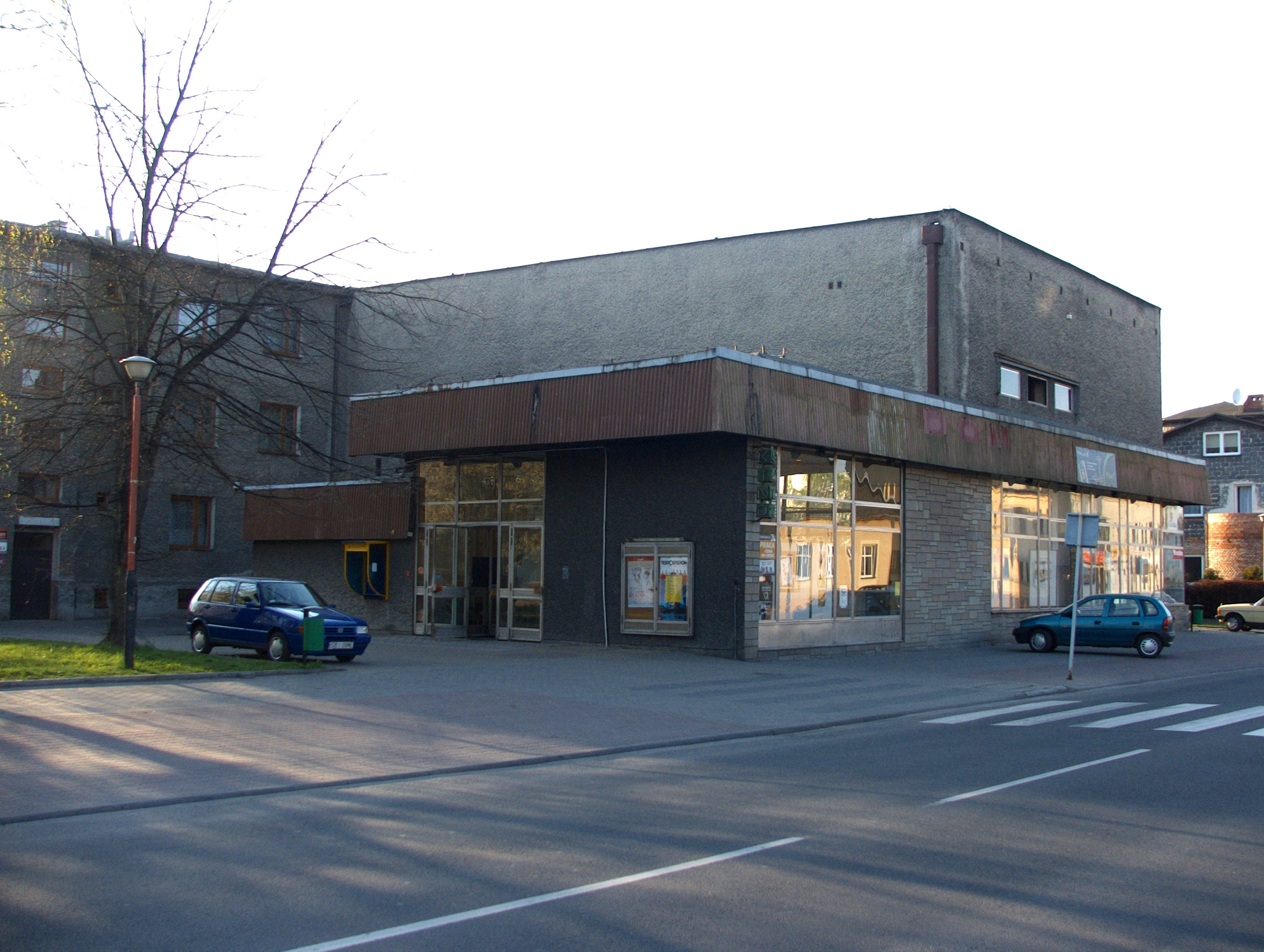
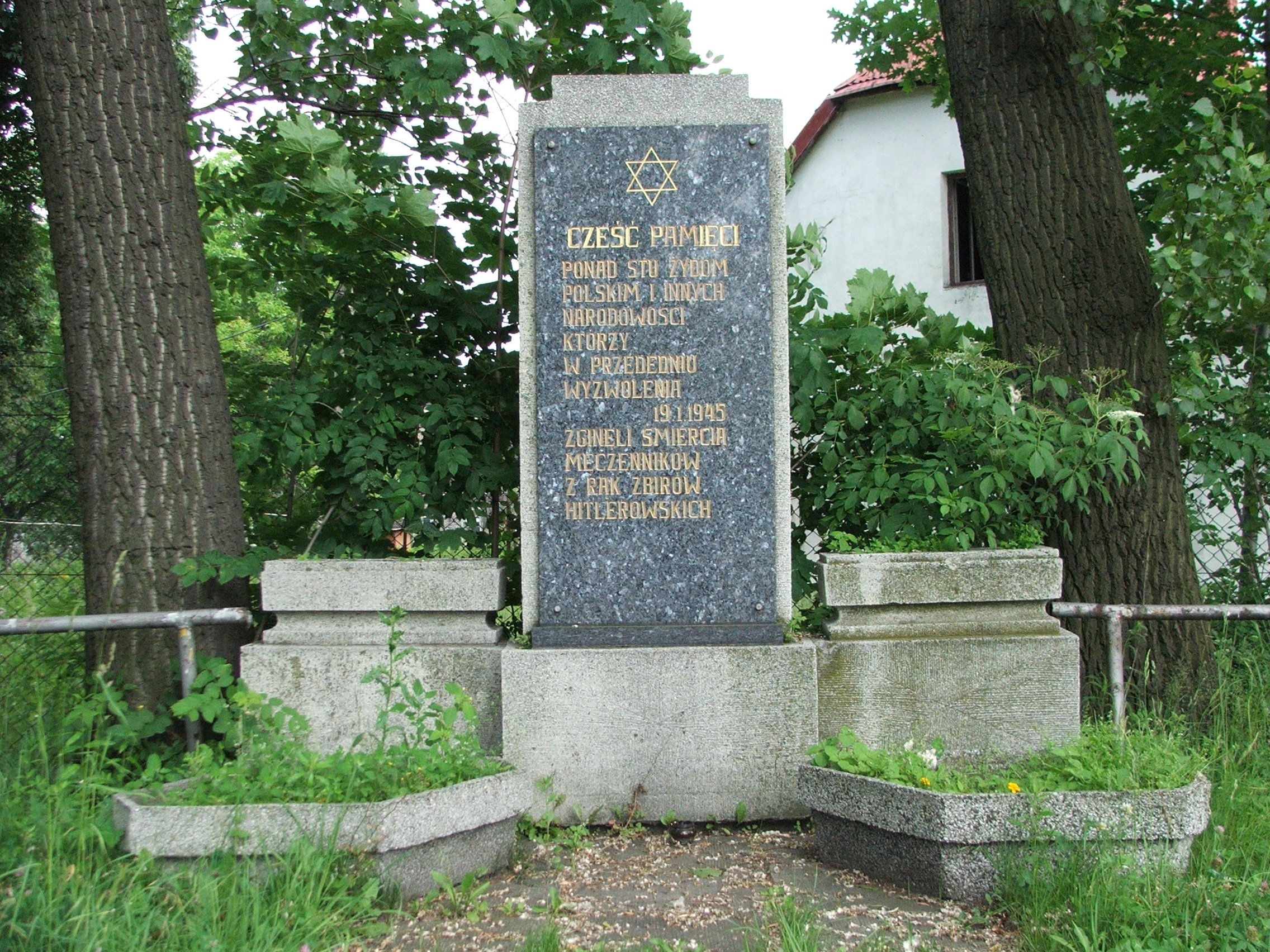
Памятник
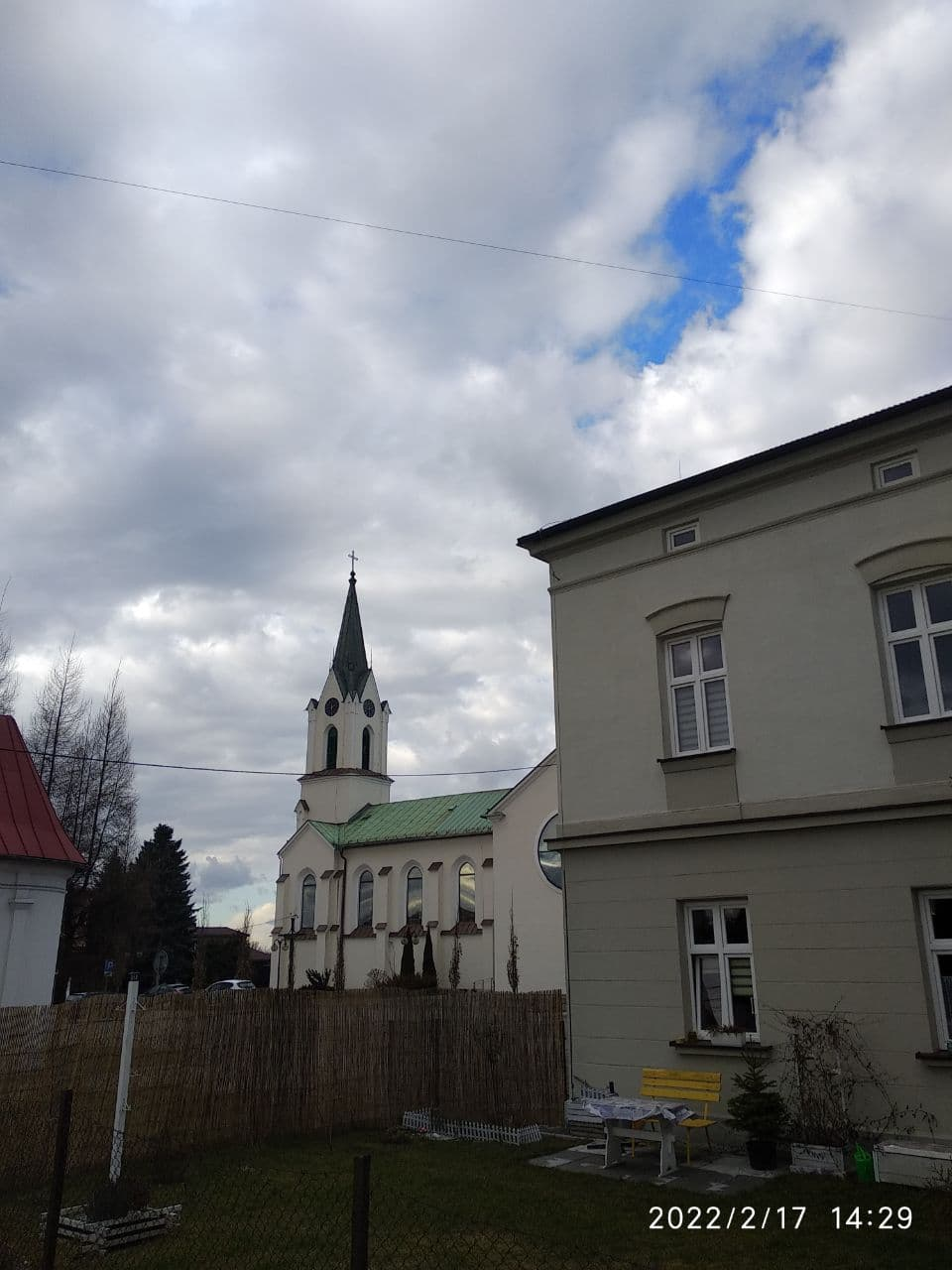